# Pfälzische politische Flüchtlinge 1849 in der Schweiz
Im Sommer 1849 nahm die Schweiz pfälzische politische Flüchtlinge nach den gescheiterten Aufständen in der Pfalz und in Baden auf.

## Geschichte
Die pfälzischen Volkswehren und Freischaren gingen mit maximal 8000 Mann am 18. Juni 1849 bei Karlsruhe nach Baden. Die Stärke der schlecht geführten Truppen schwand ständig. Am 8. Juli zog Oberst Blenker mit 800 Mann bei Rheinfelden über die Schweizer Grenze, etwa 2900 Pfälzer folgten ihnen bis zum 12. Juli.
Mit der Kapitulation der Festung Rastatt am 23. Juli 1849 war der Kampf für die deutsche Verfassung beendet. Am folgenden Tag wies die offizielle Statistik 8159 deutsche Flüchtlinge in der Schweiz aus. Ihre Zahl sank bis Anfang September auf unter 5000. Der Summarische Etat wies Anfang September noch 638 pfälzische Flüchtlinge aus, die an zweiter Stelle hinter denen aus dem Grossherzogtum Baden mit 927 lagen. Aus dem Königreich Württemberg wurden 183, aus dem Grossherzogtum Hessen 161, aus den anderen Teilen Bayerns 132, aus dem Königreich Preussen 99, aus Rheinpreussen 81 und aus Kurhessen 61 politische Flüchtlinge gemeldet. Polen und Ungarn wurden mit 147 bzw. 75 Personen angegeben. Zu berücksichtigen ist, dass der Kanton Zürich keine vollständigen Zahlen angegeben hatte. Die 638 Pfälzer verteilten sich auf folgende Kantone: Aargau 189, Waadt 137, Freiburg 88, Genf 65, Luzern 49, Bern 43, Solothurn 29 sowie 28 in den anderen Kantonen. Ihre Zahl sank weiter ab. Für den 16. September wies die Kantonsstatistik eine Gesamtzahl von 4136 Flüchtlingen aus, Ende 1850 waren es etwa 150.
Unter den Flüchtlingen befanden sich die fünf Mitglieder der provisorischen Regierung. Nach einem Beschluss des Bundesrats von Mitte Juli waren diese sofort auszuweisen. Joseph Martin Reichard wurde 1849 ausgewiesen, Peter Fries im Juni 1850. Nikolaus Schmitt ging mit Reichard nach Philadelphia, Ludwig Greiner über England ins Sullivan County. Die Schweiz und das reaktionäre Frankreich, beides Fluchtländer der ersten Stunde, boten keine Möglichkeit für politische Betätigung – es drohte Verhaftung und Ausweisung. Neues „Zweitvaterland“ wurden für die Forty-Eighters die Vereinigten Staaten.

## Liste pfälzischer politischer Flüchtlinge
Unter AA … ist die Nummer in der Anklag-Akte angegeben. Die Aufgeführten wurden in Abwesenheit zum Tod verurteilt. Diese Urteile wurden 1856 rechtskräftig und waren bei Ergreifung der Betreffenden am Folgetag zu vollstrecken.

### Flüchtlinge, die sich länger in der Schweiz aufhielten
- Friedrich Behlen (* um 1821), Kaufmann in Frankenthal; 1849 Freikorps-Führer, AA 153; 1853 in Münchenbuchsee[7][8]
- Friedrich (von) Beust (1817–1899), preuss. Offizier; 1849 Militär-Kommission, AA 182; Reformpädagoge in Zürich[9]
- Conrad Joseph (von) Diepenbrock (1808–1884), preuss. Offizier; 1849 Militär-Kommission, Militärkommissar in Speyer, zuletzt Freischärler in Worms; AA 174, Zürich und Luzern; (vor) 1866 Rückkehr nach Wiesbaden – Bruder: Melchior Diepenbrock, Fürstbischof von Breslau[10]
- Carl d’Ester (1813–1859), Armenarzt in Köln, 1848 Mitglied der preuss. Nationalversammlung; 1849 Kommissar („Generalsekretär“) der provisorischen Regierung, AA29; Arzt in Châtel-Saint-Denis[11]
- Carl Fiala / „NN. Viala“, Student oder Kaufmann in Karlsruhe; kommandierte 1849 ein Freikorps mit 360 Mann bei Rülzheim, AA 262[9]
- Heinrich Adolph Haußner (1791–1871), Stadtrichter in Plauen; 1849 Maiaufstand, Gehilfe des Zivilkommissars in Germersheim, AA 230 – Sohn: Wilhelm Adolph Haußner, 1849 von preussischen Soldaten ermordet[9]
- Friedrich Held (* 1822), Rechtskandidat in Frankenthal; 1849 Volkswehr-Offizier, AA 83; studierte Medizin in der Schweiz[12]
- Philipp Hepp (1797–1867), prakt. Arzt in Neustadt; 1849 provisorische Regierung, AA 5; in Enge und Hottingen bei Zürich[13][14]
- Friedrich Hilgard (1810–1874), Revisor in Speyer; 1849 Zivilkommissar, AA 123; zuletzt Vizekonsul in Zürich[15][16]
- Oskar Kieselhausen (1821–1876), Techniker in Sachsen; 1849 Maiaufstand, Pfalz-Beauftragter des badischen Landesausschusses, AA 238; Rektor Reinach[9]
- Simon Kohl (* 1796), Diurnist bei der Regierung in Speyer; 1849 Platzkommandant in Kaiserslautern, AA 129; Eisenbahnarbeiter im Baselbiet, 1858 „in’s Badische verreist“[17][8]
- Georg Friedrich Kolb (1808–1884), Publizist  in Speyer, MdN, MdL; 1853–1859 im Schweizer Exil[18]
- Eduard Kuchenbecker (* um 1815), k. u. k. Oberleutnant; 1849 Militärkommission, Militärkommissar in Frankenthal, AA 183; 1854 in La Chaux-de-Fonds[19]
- Friedrich Lehmann (1825–1905), 1849 Studentenlegionär; studierte mit Peter Fries in Montpellier, seit 1853 Assistent an der Universitätsklinik Zürich, heiratete Schwester von Carl Spatz; die drei bekannten Söhne werden von Beust (s. o.) erzogen[20]
- Jonas Löwenthal (* um 1815), prakt. Arzt in Mutterstadt; 1849 Platzkommandant in Ludwigshafen, AA 131; in Aussersihl[21][22] - Bruder:
- Aron „Adolph“ Löwenthal (1819–1852), 1850 in Untersuchung; starb in Hottingen[21][22]
- Peter Pisoni (* 1821), Küfer und Brauer in Neustadt; 1849 Oberleutnant im Robert-Blum-Rachekorps, AA 164; bis 1857 im Kanton Solothurn, dann in Frankreich, kehrte nach Amnestie in die Pfalz zurück[17][8]
- Ferdinand Wilhelmi (* 1826), „der pfälzische Turnvater“; 1849 Gefecht bei Rinnthal; 1854/55 Turnlehrer in Vevey[23][8]
- August Zinn (1825–1897), Reviergehilfe in Roxheim; 1849 Gehilfe des Zivilkommissars Müller, Verweisungsurteil Nr. 133; Studium in Zürich, Arzt in Thalwil, 1864 Direktor der Kantonalirrenanstalt St. Pirminsberg; ab 1872 in Preussen, 1874–1881 MdR[24][25]

### Rückkehrer in die Schweiz
Die einzigen Schweizer unter den 333 „Consorten“ der Anklag-Akte sind:
- Joh. Heinrich Kraut, Ingenieur in Küssnacht; 1849 Kommandant und Major der Pioniere in Ludwigshafen, Oberkommandant des Steinfelder Zugs, AA 265, Kommandant des Forts B in Rastatt, in Baden zu zwei Jahren Zuchthaus verurteilt und im September 1851 ausgewiesen[26]
- Friedrich Löhner, Schuhmachergeselle aus der Schweiz; 1849 Steinfelder Zug, Gefecht bei Rinnthal, AA 267[27]

### Rückkehrer aus der Schweiz
- Ferdinand Gottfried von Herder (1828–1896), 1849 Mitglied der Studentenlegion; im Januar 1850 in Zweibrücken inhaftiert (#169); später zu zwei Jahren Gefängnis verurteilt[28]
- Friedrich August Mahla (1829–1913), 1849 Mitglied der Studentenlegion, bis 1854 in der Schweiz; amnestiert; später MdR und Bürgermeister; heiratete Marie Emilie Molique, Tochter seines Untersuchungsrichters[29]
- Christian Zinn (1821–1890), Rechtsagent und Redakteur; 1849 Hauptmann des Sensenkorps Zinn, AA 24; verurteilt zu acht Jahren Gefängnis, zeitweise in den Irrenanstalten Frankenthal und Erlangen, 1855 Flucht aus dem Zuchthaus Erlangen über Frankreich nach Nordamerika; Agitator für Sklavenbefreiung, Hauptmann der Armee der Nordstaaten; 1859 begnadigt und 1862 Rückkehr nach Kaiserslautern – Bruder: August Zinn, siehe oben.[24][25]

## Anmerkung
Das von Roland Paul genannte Beispiel eines politischen Flüchtlings, der eingebürgert wurde und von der Liste politischer Flüchtlinge gestrichen wurde, war kein Pfälzer. Bumiller stammt aus Ludwigshafen bei Stockach und war an der Revolution im badischen Seekreis beteiligt.

## Belege
1. ↑  Böttcher: Die Familienbande … S. 299.
2. ↑  Paul: Pfälzische politische Flüchtlinge… S. 276–278.
3. ↑  Paul: Pfälzische politische Flüchtlinge … S. 273.
4. ↑  Böttcher: Die Familienbande … S. 263.
5. ↑  Paul: Pfälzische politische Flüchtlinge … S. 284.
6. ↑  Böttcher: Die Familienbande … S. 258.
7. ↑  Böttcher: Die Familienbande … S. 280.
8. 1 2 3 4 5  Paul: Pfälzische politische Flüchtlinge … S. 286.
9. 1 2 3 4  Böttcher: Die Familienbande … S. 316.
10. ↑  Böttcher: Die Familienbande … S. 300, 316.
11. ↑  Böttcher: Die Familienbande … S. 283.
12. ↑  Böttcher: Die Familienbande … S. 282.
13. ↑  Böttcher: Die Familienbande … S. 289.
14. ↑  Paul: Pfälzische politische Flüchtlinge … S. 285.
15. ↑  Böttcher: Die Familienbande … S. 294.
16. ↑  Paul: Pfälzische politische Flüchtlinge … S. 283–284.
17. 1 2  Böttcher: Die Familienbande … S. 312.
18. ↑  Böttcher: Die Familienbande … S. 260.
19. ↑  Böttcher: Die Familienbande … S. 317.
20. ↑  Böttcher: Die Familienbande … S. 289–290, 304.
21. 1 2  Böttcher: Die Familienbande … S. 313.
22. 1 2  Paul: Pfälzische politische Flüchtlinge … S. 278.
23. ↑  Böttcher: Die Familienbande … S. 280.
24. 1 2  Böttcher: Die Familienbande … S. 301.
25. 1 2  Paul: Pfälzische politische Flüchtlinge … S. 281–283.
26. ↑  Böttcher: Die Familienbande … S. 317.
27. ↑  Böttcher: Die Familienbande … S. 317.
28. ↑  Böttcher: Die Familienbande … S. 306.
29. ↑  Böttcher: Die Familienbande … S. 304.
30. ↑  Vgl. Bumillers Eintrag bei Heinrich Raab: Revolutionäre in Baden.